# 里奇蘭茲 (北卡羅萊納州)
里奇蘭茲（英語：Richlands）是一個位於美國北卡羅萊納州昂斯洛縣的城鎮。

## 人口
根據2020年美國人口普查的數據，里奇蘭茲的面積為4.28平方千米，皆為陸地。當地共有人口2287人，而人口密度為每平方千米534人。